# Päivätär
Päivätär ('Dama del Día') o Kuutar ('Dama de la Luna'), es la diosa del Sol y de la Luna en la mitología finlandesa. Como diosa del sol, recibe el nombre de Päivätär, y como diosa de la luna, se llama Kuutar, pero en realidad se trata de la misma diosa con dos aspectos. Es descrita como de una gran belleza y aparece en el poema épico Kalevala.